# Hagedal, Gangawati
Hagedal là một làng thuộc tehsil Gangawati, huyện Koppal, bang Karnataka, Ấn Độ.